# De svarta riddarna
De svarta riddarna är en bokserie av Margit Sandemo.

## Böckerna i serien

### 1. I skuggan av ett tecken
Norsk titel: I skygget av et tegn Utgivningsår:

### 2. Dit ingen går
Norsk titel: Dit ingen går Utgivningsår:

### 3. Vindens klagan
Norsk titel: Vindens klage Utgivningsår:

### 4. Trollkarlens märke
Norsk titel: Trollmannens merke Utgivningsår:

### 5. Skuggor
Norsk titel: Skygger Utgivningsår:

### 6. Tistel bland rosor
Norsk titel: Tistel blant roser Utgivningsår:

### 7. Amuletterna
Norsk titel: Amulettene Utgivningsår:

### 8. Järnjungfrun
Norsk titel: Jernjomfruen Utgivningsår:

### 9. Demonens vingar
Norsk titel: Demonens vinger Utgivningsår:

### 10. De okända
Norsk titel: De ukjente Utgivningsår:

### 11. Stenarnas tystnad
Norsk titel: Steinenes stillhet Utgivningsår:

### 12. Vinterdröm
Norsk titel: Vinterdrøm Utgivningsår: